# El Cometa de Sozin, Parte 1: El Rey Fénix (Avatar: La Leyenda de Aang)
El Cometa de Sozin, Parte 1: El Rey Fénix es el quincuagésimo octavo episodio de la serie Avatar: la leyenda de Aang, y el décimo octavo del Libro 3: Fuego. Aang está nervioso por tener que enfrentarse a Ozai antes de lo planeado y a su vez Ozai tiene un plan macabro para el día del Cometa de Sozin.

## Sinopsis
Zuko está entrenando a Aang en la Isla Ember al principio del episodio. Aang todavía no es tan bueno como Zuko, pero está mejorando. Katara los interrumpe con zumos de melón, Aang sale corriendo, pero Zuko lo toma por la espalda y le dice que su entrenamiento aún no ha terminado. Suki entonces le dice a Zuko que le de a Aang un descanso. Zuko lo deja y Aang entonces se va a tomar el zumo de melón. 
Cuando Zuko les reprocha que son muy flojos y que el Cometa de Sozin está muy cerca como para perder el tiempo, Sokka decide hacer una fiesta en la playa. Se lanza al agua y luego Katara comienza a surfear. Aang, mientras tanto, hace una escultura de arena de Appa. Toph le dice que no está nada mal, pero le dice que mire lo que ella va a hacer. Ella, con Tierra Control, hace un modelo a escala de la ciudad de Ba Sing Se y dentro de ella se encuentran unas esculturas del Rey de la Tierra y Bosco, su oso mascota. Sokka hace una especie de monstruo marino, y cuando Toph y Aang se acercan a preguntarle qué es lo que hizo, Sokka les responde que es Suki, a lo cual Toph y Aang se comienzan a reír. Toph le dice a Suki que todos lo entenderían si quería terminar con Sokka después de eso, a lo que Suki le dice que Sokka es muy dulce. Este le responde con un beso en la mejilla. 
Cuando Aang se acerca a ver la escultura de Sokka, Zuko aparece y empieza a atacar a Aang. Este se comienza a defender mientras Katara le pregunta al resto que pasa. Aang finalmente derrota a Zuko y le pregunta que es lo que le sucede. Entonces, este le dice que no saben que están haciendo, cuando el Cometa de Sozin llegará en tan sólo 3 días. Aang le dice a Zuko que ellos ya habían decidido que él enfrentaría al Señor del Fuego luego del cometa. Entonces Zuko le dice a Aang que eso es imposible, porque Ozai planea mandar una flota de aeronaves al Reino Tierra, para quemar el continente en el día del cometa, repitiendo el mismo genocidio que su bisabuelo Sozin cometió al exterminar a los Nómadas del Aire. Aang entonces le pregunta a Zuko porque nunca le había dicho eso, a lo que Zuko responde que pensaba que pelearía con Ozai antes del cometa. Aang dice que el plan de Ozai es muy perverso, pero Katara le dice que todos lo ayudarán. Se dan un abrazo de grupo.
Luego, se ve a Zuko enseñarle a Aang la técnica de redirección del relámpago. Aang le pregunta si ya usó alguna vez esa técnica, a lo que Zuko responde que la usó contra su padre el día de la invasión. Aang le pregunta cómo se siente, Zuko le dice que se siente una energía muy poderosa dentro del cuerpo, pero que si se hace un mal movimiento, se acabó. Zuko le dice después que debe acabar con Ozai, antes de que este acabe con él.
Posteriormente, Sokka hace un muñeco que supone ser Ozai (llamado "Señor de los melones" por tener uno por cabeza) para así crear una táctica para enfrentarlo. Se ve a Sokka dibujando en la tierra unos movimientos que hay que hacer. Toph se encargará de hacer y manejar unas esculturas de piedra, como si fueran soldados de Ozai y además, arrojar unas piedras en llamas.
Sokka y Suki corren hacia donde está Toph, pero de repente, aparecen las esculturas de piedra simulando ser soldados. Sokka corta uno con su espada. Suki hace una patada voladora y derriba a otro. Luego, cuando van corriendo, cae una piedra en llamas. Suki la salta fácilmente, pero Sokka se queda atrás. Toph, con Tierra Control, mueve una roca cubierta con una especie de barro que se puede quemar (parecido al petróleo) y la coloca sobre el fuego, lo cual hace que la roca comience a estar en llamas, y la arroja. Zuko y Katara van corriendo, logran esquivar la roca, pero son rodeados por soldados de piedra. Usan Fuego y Agua Control, respectivamente, y logran acabarlos a todos. Luego comienzan a correr, Sokka le dice a Aang que ahora es el momento, entonces este salta para darle un golpe con su planeador al muñeco de Ozai, pero cuando va a golpearlo, se detiene. Sokka le dice que qué está esperando, Aang le dice que no puede hacerlo. Sokka le dice qué es lo que le sucede, si estuviera combatiendo con Ozai, este ya le habría disparado un relámpago. Aang le dice que lo siente, pero que no se siente bien tener que matarlo. Sokka le dice "así se debe hacer!" y le corta la cabeza (hecha con una fruta), a lo cual aparece Momo y comienza a comérsela.
De noche, Aang está separado del grupo. Katara llega con un pergamino, mostrándole a todos una imagen de Ozai pequeño. Todos ríen, pero Zuko permanece serio. Este comienza a hablar y dice que no es él, es su padre. Todos comentan que es extraño que un bebé tan tierno se haya vuelto un monstruo. Aang habla con el grupo sobre la cuestión de Ozai, pero Zuko discute con él, y Aang se va violentamente. Meditando, Aang ve una extraña isla acercándose, y, como hipnotizado, él va hacia ella y, preocupado por su amo, Momo lo sigue.
A la mañana siguiente, el grupo se da cuenta de que Aang no está, y se dividen en grupos para encontrarlo (Sokka se pone a decir que Appa se los ha comido). Fallan, y Zuko los guía al Reino Tierra, ya que solo hay alguien que los puede ayudar a encontrarlo, June la caza-recompensas. 
Mientras tanto, Azula se reúne con su padre, el cual le dice que atacará solo al Reino Tierra, mientras que ella se quedará en la Nación del Fuego. Azula se altera, diciéndole que no puede tratarla como a Zuko y le recuerda que fue su idea el arrasar al Reino Tierra utilizando el cometa de Sozin, obligando a Ozai a gritarle que se calle. Ya más calmado, le dice que debe quedarse ya que necesita que proteja a la capital de la Nación del Fuego ante cualquier posible ataque y que pretende recompensarla por su lealtad nombrándola como la nueva "Señor del Fuego". Azula queda conforme - en cierto grado- ante el nombramiento que acaba de hacerle su padre y le pregunta qué sucederá con él, a lo que su padre le responde que él ya no será Ozai, el señor del Fuego y que pasará a ser el Supremo Gobernante del Mundo, llamándose a partir de ese momento "Rey Fénix".
Aang y Momo despiertan en la misteriosa isla, con nadie a su alrededor.
- Datos: Q5821509